# Marlattiella prima
Marlattiella prima is een vliesvleugelig insect uit de familie Aphelinidae. De wetenschappelijke naam is voor het eerst geldig gepubliceerd in 1907 door Howard.